# DOCUMENTARY of AKB48 Show must go on 소녀들은 상처받으며 꿈을 꾼다
《Documentary of AKB48: Show must go on 소녀들은 상처받으며 꿈을 꾼다》(DOCUMENTARY of AKB48 Show must go on 少女たちは傷つきながら、夢を見る 소조타치와 키즈츠키나가라 유메오 미루[*])는 2012년 1월 27일에 개봉된 일본의 다큐멘터리 영화이다. 캐치프레이즈는 〈AKB48는 상처받으며 어려움과 마주하는 불굴의 아이돌이다〉.

## 설명
2012년 1월 22일에 개봉된 《AKB48: 끝나지 않을 이야기》에 이은 두 번째 다큐멘터리 영화이다. 전작과 같이 AKB48의 2011년 1년간의 활동과 무대 뒷모습, 멤버들의 인터뷰로 구성되어 있다. 전작은 칸치쿠 유리가 감독을 맡았으나 이번엔 〈케이베츠시타 아이조〉부터 〈우에카라 마리코〉까지 데뷔 초기부터 AKB48의 뮤직 비디오를 작업한 다카하시 에이키가 감독을 맡았다. 또 성우 노토 마미코가 내레이션을 담당했으며 영화를 위한 주제가 〈퍼스트 래빗〉이 새로 만들어졌다.
영화 관객 순위에서는 개봉 첫 주 7위를 기록했다.

## 제작진
- 감독: 다카하시 에이키
- 기획: 아키모토 야스시
- 주제가: AKB48 〈퍼스트 래빗〉 (ファースト・ラビット)
- 편집: 이토 준이치
- 내레이션: 노토 마미코
- 제작사: AKS, 도호, 아키모토 야스시 사무소, 노스 리버, NHK 엔터프라이즈
- 배급: 도호영상사업부

## 관련 작품
- 〈누군가를 위해서〉 프로젝트: 2011년 도호쿠 지방 태평양 해역 지진 발생 후, AKB48와 자매 그룹이 1년간 진행한 지원 프로젝트이다. 이 영화에선 피해 지역 방문 공연과 피해자인 당시 12기 연구생 이와타 카렌(현: 팀 4)에 초점을 맞췄다.